# Mer de sang

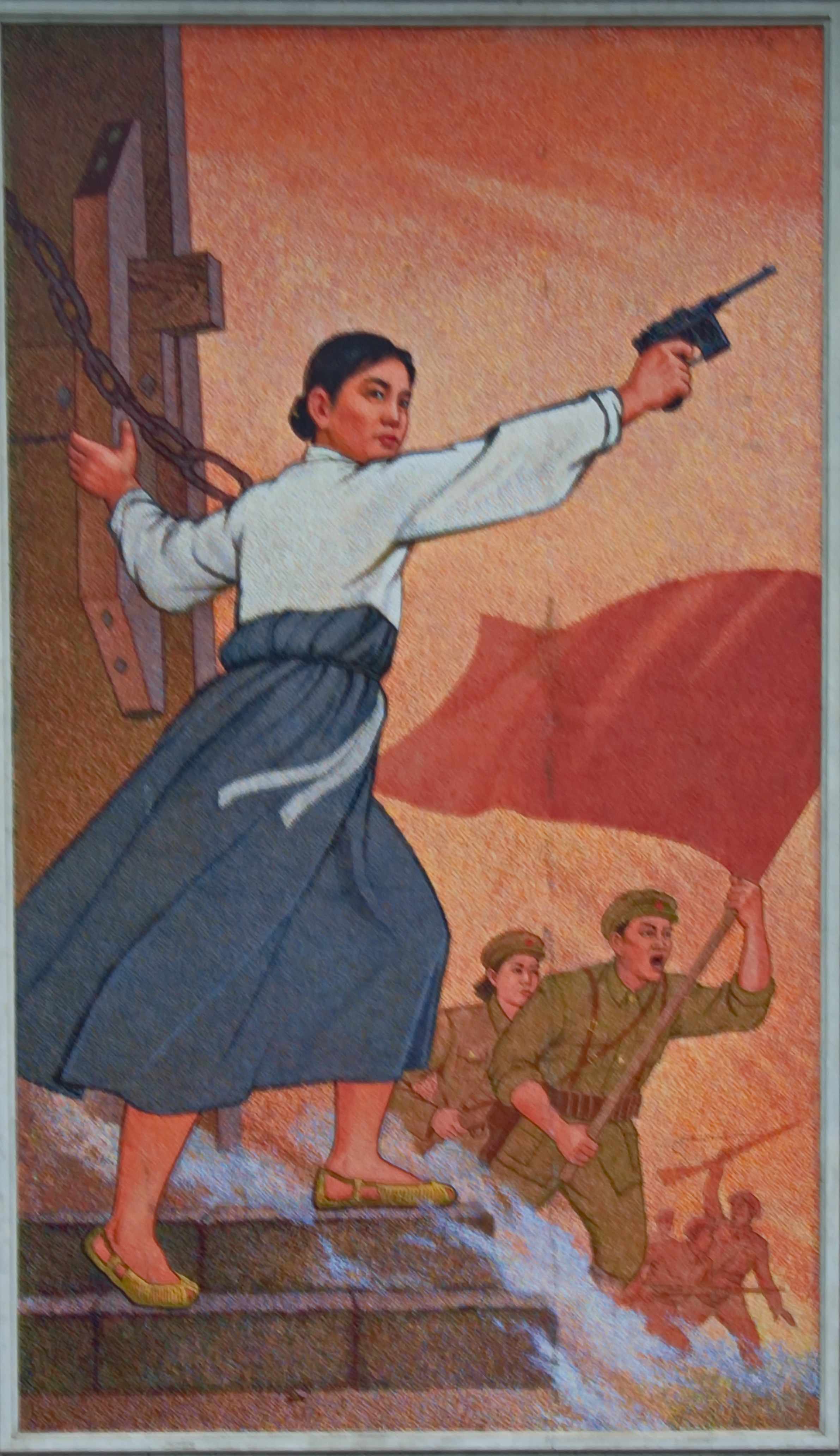

L’opéra révolutionnaire Mer de sang, créé en juillet 1971 par le dirigeant nord-coréen Kim Il-sung, dépeint la lutte antijaponaise afin de montrer que l'histoire est le fait des « masses révolutionnaires conscientes », conformément aux principes du juche, idéologie communiste développée par Kim Il-sung.
Il s'agit d'un opéra de forme lyrique, alternant chants et danses, alternant des formes traditionnelles coréennes et d'autres plus occidentales, comme l'a souligné le dirigeant Kim Jong-il, notamment l'introduction des chants hors scène (pangchang).
Plusieurs opéras de ce style ont été réalisés par le compositeur Kim Won-gyun. Mer de sang a été le premier d'un ensemble de cinq opéras révolutionnaires qui constituent la base des opéras classiques en Corée du Nord : outre Mer de sang, il s'agit de La Jeune Bouquetière, Dis-le, toi, forêt !, Une véritable fille du Parti et Le Chant des monts Kumgang.